# Sant’Andréa-di-Bozio
Sant’Andréa-di-Bozio település Franciaországban, Haute-Corse megyében. Lakosainak száma 56 fő (2022. január 1.). Sant’Andréa-di-Bozio Alando, Alzi, Erbajolo, Favalello, Focicchia, Mazzola, Pianello, Piedicorte-di-Gaggio, Poggio-di-Venaco, Riventosa és Zuani községekkel határos.

## Népesség
A település népessége az elmúlt években az alábbi módon változott:
| Lakosok száma | 122  | 104  | 63   | 85   | 77   | 74   | 72   | 71   | 66   | 56   |
|               | 1968 | 1982 | 1990 | 2006 | 2013 | 2015 | 2017 | 2019 | 2020 | 2022 |